# Nothocestrum peltatum
Nothocestrum peltatum är en potatisväxtart som beskrevs av Carl Skottsberg. Nothocestrum peltatum ingår i släktet Nothocestrum och familjen potatisväxter. IUCN kategoriserar arten globalt som akut hotad. Inga underarter finns listade i Catalogue of Life.